# Radu Leon
Radu Leon (n. secolul al XVII-lea – d. 1669/1669) a fost domn al Țării Românești între anii 1664 și 1669. Era numit de către contemporanii săi și Radu negustorul de scoici, sau Radu stridie.

## Biografie
Radu Leon a fost fiul lui  Leon Tomșa. În perioada domniei sale a fost sprijinit de fanarioți.
În timpul domniei voievodului Radu Leon, în 1665, a fost pictată pentru prima dată Catedrala Patriarhală din București. Același domnitor a hotărât, prin hrisovul domnesc din 8 iunie 1668, ca mănăstirea să devină reședință mitropolitană.
Biserica „Sfântul Dumitru” Slobozia din București, monument istoric, a fost construită între anii 1664-1665 de către voievodul Radu Leon și este cunoscută sub numele de „Slobozia” datorită scutirii de biruri primite în 1667.
Prima cafenea cunoscută în București, apare documentată istoric în 1667, în vremea lui Radu Leon, și era proprietatea unui oarecare Kara Hamie, aflându-se în plin centrul orașului, în apropiere de locul în care s-a construit, mai târziu, palatul Băncii Naționale.